# Руска академия за театрално изкуство
Руската академия за театрално изкуство (ГИТИС; на руски: Российский институт театрального искусства) е най-голямото и най-старо независимо театрално училище в Русия. Разположено в Москва, училището е основано на 22 септември 1878 г. като Музикално училище „Шостаковски“. През 1883 г. става Музикално и драматично училище към Московското филхармонично дружество, а през 1886 г. е повишено в статут на консерватория, като през това време институцията е наричана разговорно Филхармонична консерватория. През 1918 г. е преименуван на Институт за музика и драма, а от 1934 до 1991 г. е известен като Държавен институт за театрално изкуство „Луначарски“ (ГИТИС).

## Мисия и предистория
ГИТИС обучава студенти в различни професии в театралните изкуства (включително балет, актьорско майсторство и др.) и едновременно с това предоставя традиционно университетско образование в областта на хуманитарните науки и свободните изкуства. Към 2010 г. в ГИТИС учат приблизително 1500 студенти, студенти за повишаване на квалификацията и докторанти от различни страни.

## История

### Деветнадесети век
Университетът е основан като Шестаковско музикално училище за емигранти в Москва в края на XIX век, покровителствано от Дружеството на любителите на музикалните и драматични изкуства. През 1883 г. Дружеството е преименувано на Московско филхармонично дружество и училището получава статут на Специализирано училище за музика и драма, подчинено на Дружеството.
Драматичните класове в музикално-драматичното училище са ръководени от актьори, учители и театрални дейци като Александър Южин (1883 – 1889), Осип Правдин (1889 – 1891) и Владимир Немирович-Данченко (1891 – 1901). Сред завършилите випуск 1898 са Олга Книпер, Маргарита Савицкая и Всеволод Мейерхолд.

### Двадесети век
През 1902 г. училището се премества в старинната сграда на семейство Солдатенкови в Малкия Кисловски, където се намира и до днес. На 24 октомври 1903 г. е одобрен „Устав на Музикално-драматичното училище към Московското филхармонично дружество под закрилата на Нейно Императорско Височество принцеса Елисавета Фьодоровна“. Според устава училището е ведомство към Министерството на вътрешните работи.
След Руската революция от 1917 г. Музикално-драматичното училище претърпява редица реорганизации и промени в имената си, причинени от реформи в държавната образователна система. През август 1922 г. училището е преименувано на Държавен институт за музикална драма и е обединено с Държавните театрални работилници на Всеволод Майерхолд. Това обединение получава името Държавен институт за театрално изкуство – ГИТИС. Официалната дата на неговото създаване е 17 септември 1922 г.
През юни 1923 г. Държавният практически институт по хореография се присъединява към ГИТИС като отделен отдел.
През 1924 г. съществуващите театрални институти в Москва и Ленинград са затворени с Указ на Совнаркома поради „недостатъци в качеството на театралното образование“, но въпреки това на ГИТИС е разрешено да обучава студенти в ускорен режим. Клубовете по интереси и клубното движение, активно развивани през тези години, са основният стимул за последващото създаване на театрално-инструкторски класове на базата на вече разформирования ГИТИС. През 1925 г. е създаден Централният технически институт за театрално изкуство (ЦЕТЕТИС) – учебно заведение с четиригодишно обучение.
През 1926 г., на базата на завършилите ГИТИС и ЦЕТЕТИС, е създаден Музикално-драматичен театър в Замоскворечие.
На 2 август 1931 г. с решение на НС на РСФСР „За реорганизация на системата на художественото образование в РСФСР“ е публикувана регламентирана дейност на висшите учебни заведения по изкуства. А на 1 октомври същата година със заповед на НС е създаден театрален лицей, който получава вече познатото на всички име – ГИТИС.
През юли 1935 г. Театралният комбинат отново се преобразува в Държавен институт за театрално изкуство с три факултета: производствен мениджмънт (с тригодишно обучение), режисура (с четиригодишно обучение) и актьорско майсторство (с четиригодишно обучение). Преподавателите от тези години в ГИТИС са били известни театрални дейци като Серафима Бирман, Леонид Баратов, Борис Мордвинов, Борис Сушкевич, Леонид Леонидов, Михаил Тарханов, Василий Сахновски, Олга Пижова, Борис Бибиков, Олга Андровска, Йосиф Раевски, Василий Орлов, Андрей Лобанов, Михаил Астангов, Иля Судаков, Юрий Завадски.

#### Втора световна война
След началото на Великата отечествена война през септември – октомври 1941 г. учебният процес в ГИТИС е временно спрян. Студентите са евакуирани от Москва в Саратов на 23 октомври. Фронтовият театър на ГИТИС е организиран от завършилите актьорския и режисьорския факултети през лятото на 1942 г. в Саратов. Той е допринесъл за движението на фронтовите театри през войната. В продължение на хиляда четиристотин и осемнадесет дни война театърът е изнесъл повече от хиляда и петстотин представления. Много възпитаници, студенти и преподаватели на ГИТИС са се сражавали на няколко фронта.

#### Следвоенни години
В следвоенните години ГИТИС се разраства значително. Организирани са няколко нови факултета. През 1946 г. е създаден факултет по хореография. От 1958 г. е открит Учебен театър на ГИТИС.
През 1991 г. ГИТИС получава статут на академия и институтът е преименуван на Руска академия за театрално изкуство – ГИТИС.